# 多功宗朝
多功 宗朝（たこう むねとも）は、鎌倉時代中期の鎌倉幕府の御家人。宇都宮頼綱の七男。多功氏を名乗る。宝治2年（1248年）に多功城を築いて居城とし、多功氏を創始する。西上條旗頭職を主宰。吾妻鏡にも度々登場し、嘉禎4年（1238年）2月17日に時の将軍藤原頼経が上洛して六波羅に入った際に、これに従っている。
延徳2年（1240年）3月12日、番衛の任務を怠り同族の塩谷泰朝とともに幕府から出仕停止の処分を下されるが、この処分はほどなく解かれたと考えられ、翌年の仁治2年（1241年）8月25日の将軍頼経の北斗堂供養、同年11月4日の安達義景の鶴見別荘下向などに従っている。いつ頃より石見守となったかは不明だが、正嘉2年（1258年）の吾妻鏡の記述においては石見守となっているのに対して、弘長元年（1261年）の記述においては石見前司となっているので、この間に石見守を退任したものと考えられている。
霊光山蓮花院西念寺を建立。正応5年（1292年）正月20日、行年73歳にて没する。法名は宗阿弥陀仏。